# Chirální rozlišení
Chirální rozlišení (též se označuje jako optické nebo enantiomerní rozlišení) je stereochemický proces, při kterém se z racemické směsi oddělují jednotlivé enantiomery. Využití nachází při přípravě opticky aktivních látek, jako jsou například léčiva.
Použití chirálního rozlišení k získání enantiomerně čisté sloučeniny má nevýhodu v odstranění velké části původní racemické směsi; tomu se lze vyhnout pomocí asymetrické syntézy.

## Krystalizace diastereomerních solí
Nejčastěji používaným způsobem chirálního rozlišení je přeměna složek racemátu na dva diastereomerní deriváty jejich reakcemi s chirálním derivatizačním činidlem; takto vytvořené deriváty je již možné oddělit krystalizací a přeměnit na původní enantiomery. Výsledek procesu ovlivňují rozdílné rozpustnosti diastereomerů, které se často obtížně předvídají. Obvykle se jako cílová molekula využije méně rozpustný diastereomer a druhý se odstraní nebo racemizuje a vzniklý racemát použije znovu. Častým způsobem derivatizace je tvorba soli aminu a karboxylové kyseliny, kdy se poté jednoduchou deprotonací získá čistý enantiomer; takto se například využívá spojení kyseliny vinné a aminu brucinu. Tento postup použil v roce 1853 Louis Pasteur k optickému rozlišení racemické kyseliny vinné s použitím opticky aktivního (+)-cinchotoxinu.

## Příklad
Chirální rozlišení se zapojuje do přípravy léčiva duloxetinu:
V jednom z kroků se racemický alkohol 1 rozpouští ve směsi toluenu a methanolu a do roztoku se přidává kyselina (S)-mandlová 3. (S)-enantiomer alkoholu vytváří nerozpustný diastereomer soli s kyselinou mandlovou, která se odfiltruje a deprotonací hydroxidem sodným se získá volný (S)-alkohol. (R)-alkohol zůstane v roztoku v nezměněné podobě a racemizuje se epimerizací kyselinou chlorovodíkovou v toluenu.

## Příklady používaných činidel
- Vinan draselno-antimonitý, anion vytvářející s chirálními kationty diastereomerní soli[5]
- Kyselina kafrsulfonová, vytváří diastereomerní soli s chirálními aminy
- 1-fenylethylamin, zásada tvořící diastereomerní soli s chirálními kyselinami[6]

Dostupná je i řada dalších derivatizačních činidel.

## Samovolné rozlišení a podobné metody
U 5-10 % racemických směsí nastává samovolné rozlišení, kdy se samovolně vytvářejí enantiomerně čisté krystaly; díky tomuto jevu mohl Louis Pasteur oddělit levotočivý vinan amonno-sodný od pravotočivého. V roce 1882 zkrystalizoval přesycený roztok této soli, přičemž se usadily d-krystaly na jedné straně reakční nádoby a l-krystaly na druhé.
Samovolné rozlišení bylo použito také u racemického metadonu. 50 gramů dl-methadonu bylo rozpuštěno v petroletheru a roztok byl zakoncentrován. Do roztoku bylo přidáno po jednom milimetrovém krystalu d- a l-enantiomeru a po 125hodinovém míchání při 40 °C se vytvořily velké krystaly d- a l-metadonu, s výtěžností 50 %.
Lze také provést přednostní krystalizaci jednoho z enantiomerů; takto se například krystalizuje (−)-hydrobenzoin z ethanolového roztoku (±)-hydrobenzoinu.

## Chirální sloupcová chromatografie
Při chirální sloupcové chromatografii se používají chirální stacionární fáze, s podobnými rozlišovacími činidly jako výše.